# Romans-sur-Isère
Romans-sur-Isère település Franciaországban, Drôme megyében. Lakosainak száma 33 139 fő (2022. január 1.). Romans-sur-Isère Mours-Saint-Eusèbe, Bourg-de-Péage, Châteauneuf-sur-Isère, Chatuzange-le-Goubet, Génissieux, Peyrins, Saint-Bardoux, Saint-Paul-lès-Romans és Granges-les-Beaumont községekkel határos.

## Népesség
A település népessége az elmúlt években az alábbi módon változott:
| Lakosok száma | 31 545 | 33 152 | 32 667 | 33 440 | 33 613 | 33 632 | 34 095 | 33 160 | 32 818 | 33 139 |
|               | 1968   | 1982   | 1999   | 2008   | 2011   | 2013   | 2016   | 2018   | 2020   | 2022   |